# Er saß in dem Bus, der seine Frau überfuhr

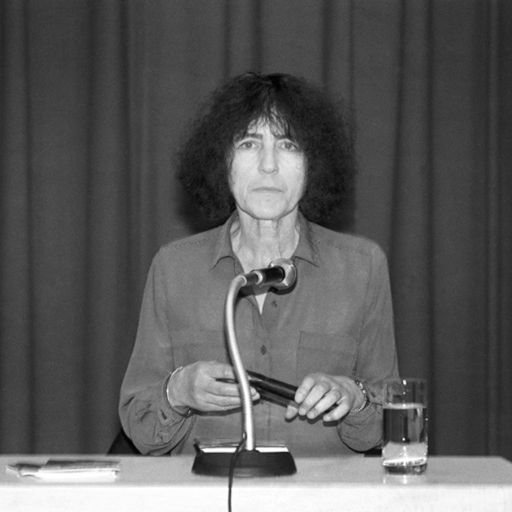
Gabriele Wohmann (1992)

Er saß in dem Bus, der seine Frau überfuhr ist eine Erzählung von Gabriele Wohmann, die 1991 in der gleichnamigen Sammlung bei Luchterhand in Hamburg erschien.

## Inhalt
Constanze und Manfred Grimm sind fünf Jahre miteinander verheiratet. Beide sind berufstätig. Die Referentin Constanze aktualisiert einen Kulturkalender. Manfred arbeitet in einem Architekturbüro. Constanze will gerne ein Baby. Manfred ist stolz darauf, dass daraus noch nichts geworden ist. Denn er möchte seinen armen Kindern später einmal die Mühe ersparen, ihn und seine Gattin in einem Altersheim unterzubringen.
Es geht gerade um die Gästeliste zu Constanzes Geburtstagsparty. Soll nun der reichlich vierzig Jahre alte Staatsanwalt Thilo Schelling eingeladen werden? Manfred ist dagegen. Constanze setzt sich durch. Manfred denkt, sie will nur Thilos Elend auskundschaften. Der Staatsanwalt hatte hinter dem Busfahrer gesessen, als seine radelnde Frau Gerti die Fahrbahn – einfach so – schräg querte und dabei tödlich verunglückte.
Constanze empfindet nach den paar Jahren Ehe ihren Manfred bei aller Liebe bereits als Bürde. In dem Zusammenhang kommt ihr manchmal Thilo wie ein Reisender ohne Gepäck vor.
Auf der Party dann findet es Manfred übertrieben, wie intensiv sich Constanze um Thilo kümmert. Constanzes Chefin, ebenfalls auf der Party präsent, lobt die „psychosoziale Tat“ ihrer Mitarbeiterin. Constanzes Mutter, die ihre Kinder später aufsucht, nennt es einfach Menschlichkeit.
Dabei hatte sich Constanze während ihrer Party auf das ausfragerische Glatteis begeben, als sie von Thilo wissen wollte: „Ist das tröstlich, daß Gerti immerhin schuld dran war?“ Die Ausfragerin war noch weiter gegangen, hatte den Staatsanwalt an seinen gutbekannten, mitunter belachten Hass auf die Verkehrssünder, insbesondere die Radfahrer, erinnert. Constanze hatte ihr einfältiges Geschwätz rasch eingesehen. Bald war es Thilo gewesen, der seine Gastgeberin hatte trösten müssen.

### Verwendete Ausgabe
- Gabriele Wohmann: Er saß in dem Bus, der seine Frau überfuhr. Erzählungen. Lektor: Klaus Siblewski. 280 Seiten. Luchterhand Literaturverlag, Hamburg 1991. ISBN 3-630-86767-7 (enthält noch: Ich hab mir was gewünscht. Der Tag mit den Frikadellen. Beneidenswerte Menschen. Die Mama hat Quartier gemacht. Ein Fest der Liebe. Frostbeulen. Deutsche Antworten. Friedenstage. Der Sommerfreund. Bald liegt Frankfurt am Meer. Geiselnehmer. Ein Mitglied der Akademie. Freu dich nicht zu früh. Der Frieden geht vor. Ein Bündnisfall. Die Mimose. Das ist ihm nicht egal. Das Naturtalent)